# Vicomte Kilwarden
 (octobre 2022).
Si vous disposez d'ouvrages ou d'articles de référence ou si vous connaissez des sites web de qualité traitant du thème abordé ici, merci de compléter l'article en donnant les références utiles à sa vérifiabilité et en les liant à la section « Notes et références ».

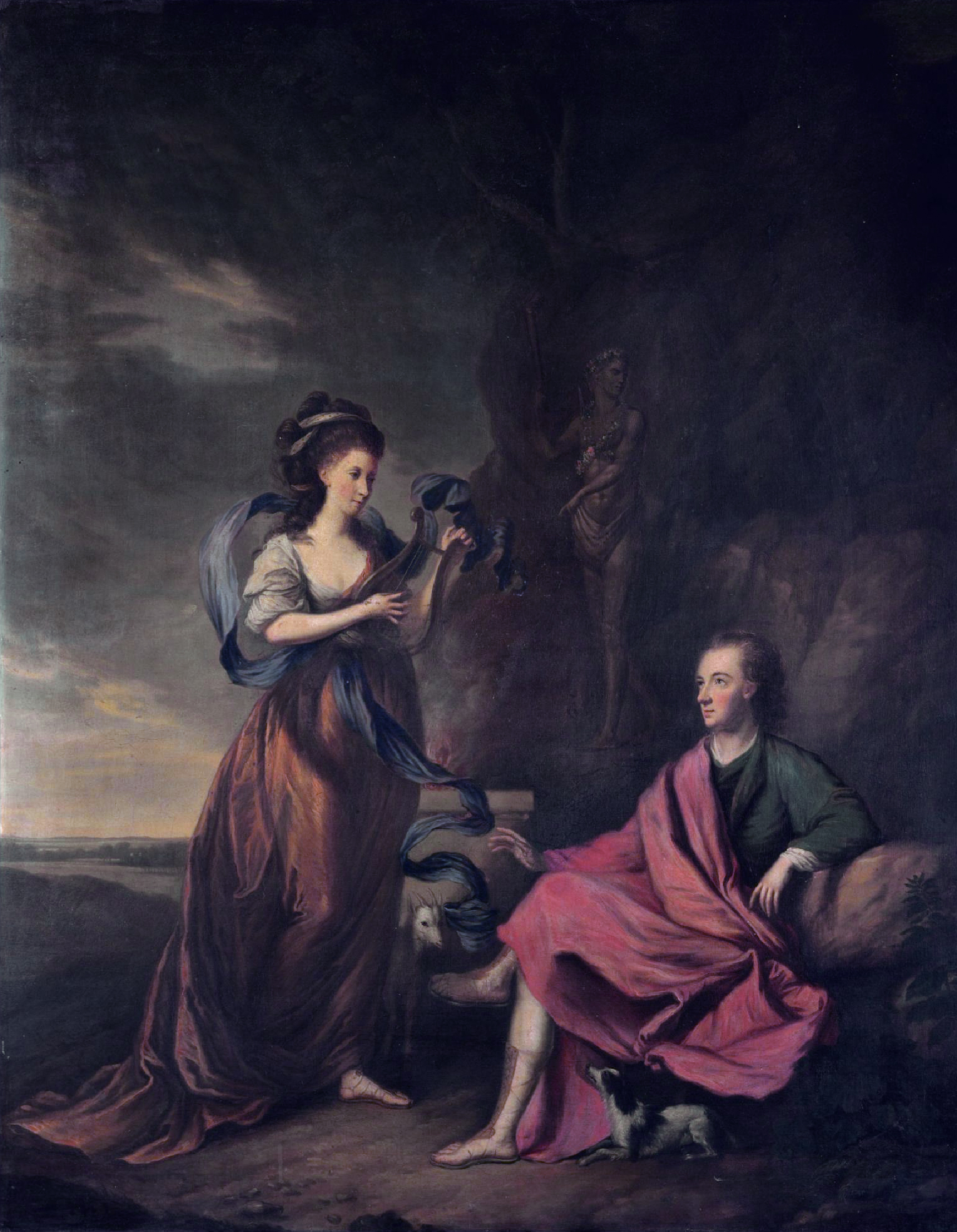
Arthur Wolfe, 1er Vicomte de Kilwarden et sa femme Anne par Thomas Hickey.jpg

Les titres de baron Kilwarden et de vicomte Kilwarden sont des titres de la pairie d'Irlande. Le titre de vicomte Kilwarden a été créé le 29 décembre 1800 en faveur d'Arthur Wolfe, ancien procureur général d'Irlande et Juge en chef royal pour l'Irlande. Il avait été nommé baron Kilwarden le 3 juillet 1798. 
Le 30 septembre 1795, Anne Wolfe est nommée baronne Kilwarden, dans la pairie d'Irlande, son titre passe au 2e vicomte Kilwarden, dont la mort, en 1830, conduit à la disparition des trois titres.

## Baron Kilwarden (1795)
- Anne Wolfe († 1804), baronne Kilwarden ;
- John Wolfe (1769-1830), hérita du titre de vicomte Kilwarden in 1803.

## Baron Kilwarden (1798)
- Arthur Wolfe (1739-1803), créé vicomte Kilwarden en 1800.

## Vicomte Kilwarden (1800)
- Arthur Wolfe (1739-1803) ;
- John Wolfe (1769-1830).